# Maigo
Maigo is een gemeente in de Filipijnse provincie Lanao del Norte in het noorden van het eiland Mindanao. Bij de laatste census in 2007 had de gemeente bijna 19 duizend inwoners.

## Geografie

### Bestuurlijke indeling
Maigo is onderverdeeld in de volgende 13 barangays:
| - Balagatasa - Camp - Claro M. Recto - Inoma - Kulasihan - Labuay - Liangan West | - Mahayahay - Maliwanag - Mentring - Poblacion - Santa Cruz - Sogapod |

## Demografie
Maigo had bij de census van 2007 een inwoneraantal van 18.706 mensen. Dit zijn 880 mensen (4,9%) meer dan bij de vorige census van 2000. De gemiddelde jaarlijkse groei komt daarmee uit op 0,67%, hetgeen lager is dan het landelijk jaarlijks gemiddelde over deze periode (2,04%). Vergeleken met de census van 1995 is het aantal mensen met 1.884 (11,2%) toegenomen.

De bevolkingsdichtheid van Maigo was ten tijde van de laatste census, met 18.706 inwoners op 121,45 km², 154 mensen per km².